# Gymnozoum
Kryoprorodon, Spiroprorodon · Kryoprorodontidae
Famille
Genre
Synonymes
- Kryoprorodon Alekperov & Mamajeva, 1992
- Spiroprorodon Fenchel & Lee, 1972

Gymnozoum (syn. Kryoprorodon, Spiroprorodon), unique représentant de la famille des Kryoprorodontidae, est un genre de Ciliés de l’ordre des Chlamydodontida.

## Étymologie
Le nom de la famille vient de l'ancien genre type Kryoprorodon, composé de kryo- (du grec ancien κρυο / cryo, gel), et -prorodon, par allusion au genre Prorodon Ehr. 1834 (famille des Prorodontidae), littéralement « Prorodon des glaces », en référence à l'habitat de ces organismes dans les mers polaires. 

## Description
En 1912 Minchin décrit ainsi l’espèce Gymnozoum viviparum : 

« La surface du corps ne porte pas de cils, qui semblent manquer tout à fait dans cette forme ; l'ouverture de la bouche est à une extrémité du corps ovoïde, et contient une trompe extrudable, utilisée pour la capture de proies ; le micronoyau est contenu dans le macronoyau ; la reproduction se fait soit par scission transversale, soit par bourgeonnement interne, produisant des embryons qui peuvent produire à leur tour d'autres embryons de la même manière avant d'être évacués du corps parent, dont ils se libèrent par déhiscence. »

## Habitat et répartition
Le genre Gymnozoum a été découvert en zone arctique, dans les environs de la Nouvelle-Zemble qui fait partie de l'archipel russe des mers de Barents et de Kara.

## Systématique
Le genre Gymnozoum et son espèce type Gymnozoum viviparum ont été décrits en 1910 par le prêtre et naturaliste belge Alphonse Meunier. Gymnozoum Meunier, 1910 a deux synonymes : Kryoprorodon Alekperov & Mamajeva, 1992 et Spiroprorodon Fenchel & Lee 1972. Kryoprorodon est le genre type de la famille devenue monogénérique des Kryoprorodontidae, décrite avec Kryoprorodon en 1992 par les microbiologistes soviétiques Ilham Khayam Alekperov (d) et Nila Vassilievna Mamaeva (d).

## Liste des espèces
Selon GBIF (29 octobre 2023) :
- Gymnozoum arcticum Alekperov & Mamajeva, 1992
- Gymnozoum glaciale (Fenchel & Lee, 1972) Petz, Song & Wilbert, 1995
- Gymnozoum intermedium (Agatha, Spindler & Wilbert, 1993) Dale, 1996
- Gymnozoum smalli Dale, 1996
- Gymnozoum sympagicum Petz, Song & Wilbert, 1995
- Gymnozoum viviparum Meunier, 1910

## Publication originale
- A. Meunier, Microplankton des Mers de Barents et de Kara. Duc d'Orléans. Campagne arctique de 1907, Bruxelles, Belgique, Imprimerie scientifique Charles Bulens, 1910, 355 + atlas (XXXVII planches) (lire en ligne ), p. 180-194